# Antonio Doria (condottiere)
Antonio Doria (Gênes, vers 1495 – fin janvier 1577) était un condottiere et noble italien d'origine génoise.

## Biographie
Antonio Doria est né à Gênes vers 1495, fils de Battista et d'Isottina Doria. On sait peu de choses sur sa famille et ses premières années : son père Battista figure parmi les Anciens de la République de Gênes en 1491, et Antonio a peut-être travaillé en Espagne dans sa jeunesse pour un marchand de la famille Spinola.
En 1526, Antonio, alors commandant de deux galères, figure parmi les collaborateurs de son célèbre cousin Andrea Doria lors des négociations avec les Français. Au cours des années suivantes, il noua une relation très étroite avec Andrea et l'accompagna lorsque l'amiral entra au service du pape Clément VII comme commandant de la flotte pontificale, puis, l'année suivante, lorsque son contrat avec le pape expira, il retourna au service de la France.
En 1528, les relations entre les deux cousins se détériorèrent et, lorsqu'Andrea entra au service de Charles Quint de Habsbourg, Antonio décida de continuer à travailler pour la flotte française commandée par Antoine de La Rochefoucauld. Quelques années plus tard, il s'engagea lui aussi au service des Espagnols, où il remporta d'importants succès.
En 1547, suite à l'échec de la conspiration de Gian Luigi Fieschi, Antonio Doria se vit attribuer le fief de Santo Stefano d'Aveto, réquisitionné à la famille rivale. En 1556, il convertit également les 2 000 écus de revenu que lui avait accordés le souverain espagnol en fief de Ginosa, dans les Pouilles,.
Il mourut probablement fin janvier 1577. Deux de ses fils le précédèrent : Lelio était mort à Rome pendant le carnaval de 1560, Cesare, qui avait participé à la bataille de Lépante, était mort à Finale, entre 1575 et 1576, dans une rixe avec d'autres jeunes hommes de la « vieille » noblesse pendant la guerre civile de Gênes entre la « vieille » noblesse et la « nouvelle » noblesse.

## Descendance
Antonio et Geronima Fieschi ont eu de nombreux enfants :
- Scipio ;
- Lelio (?-1560) ;
- Cesare (?-1575/1576) ;
- Giovanni Battista (?-1583) ;
- Une fille, mariée à Antonio Spinola ;
- Une fille, mariée à Germano Ravaschiero.

## Palais Doria Spinola
Vers 1530, Antonio avait acheté à Gênes un palais ayant appartenu à la famille Fregoso, situé près de la Porte San Tommaso. Mais en 1537, il fut contraint de vendre la propriété, qui fut démolie par la République afin de construire une nouvelle section des remparts de la ville.
Au début des années 1540, il acquit un nouveau terrain près de la Porte d'Acquasola, où fut construit, entre 1541 et 1543, l'actuel palais Doria-Spinola, probablement d'après un projet de Bernardino Cantone et Giovan Battista Castello,.

## Honneurs

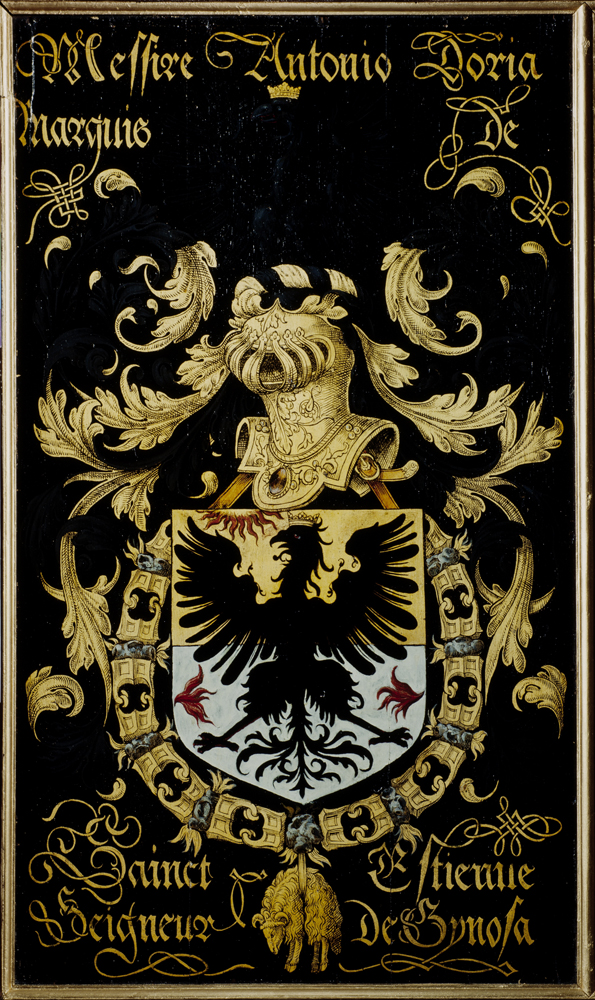
Blason d'Antonio Doria à la cathédrale Saint-Bavon de Gand.

Chevalier de l'Ordre de la Toison d'Or en 1556.